# Architektura load/store
Architektura load/store je instrukční sada procesoru, ve které jedinými operacemi pracujícími s daty v operační paměti jsou instrukce čtení z paměti (anglicky load) a uložení do paměti (anglicky store). Instrukce pro práci s daty se tak rozpadají do dvou kategorií:
- s přístupem k paměti a
- pracující pouze s registry a aritmeticko-logickou jednotkou.

Tuto architekturu používají RISC systémy jako PowerPC, SPARC, RISC-V, ARM nebo MIPS.
Například v přístupu load/store musí být oba operandy pro operace ADD v registrech. To se liší od paměťové architektury (které používá CISC), ve kterém jeden z operandů pro operace ADD může být v paměti, zatímco druhý je v registru.
Jeden z prvních příkladů load/store architektury byl CDC 6600. Téměř veškeré vektorové procesory (včetně mnoha GPU) používají load/store přístup.